# Fuenteodra
Fuenteodra es una localidad situada en la provincia de Burgos, comunidad autónoma de Castilla y León (España), comarca de Páramos, municipio de Humada.
Situado en terreno montuoso, cerca de la Peña Amaya, y orilla del río Odra. Este tramo de cabecera del río Odra, desde siempre ha tenido nutrias (Lutra lutra), especie a proteger.

## Patrimonio geológico
Fuenteodra se halla en el centro del declarado por la UNESCO Geoparque de Las Loras, en la provincia de Burgos, con una gran importancia geológica, paisajística y cultural.
Los páramos mesozoicos o “Loras” son sin duda el elemento geológico que mejor caracteriza el paisaje de la región y también son el rasgo común a toda su geografía. Las Loras son el marco espacial y fisiográfico que define a la perfección el ámbito territorial del Geoparque. Las Loras presentan una conexión entre la geología, el paisaje y las singularidades culturales, que no está presente en otras áreas cercanas.

## Campaña temporal de micromecenazgo
Primera campaña 2020
#LaSalvemos: Iglesia de San Lorenzo Mártir de FUENTEODRA (Burgos), es el título del micromecenazgo que se celebra entre el día 28 de octubre al 7 de diciembre del año 2020, con destino a la reconstrucción de la iglesia de San Lorenzo Mártir en Fuenteodra (Burgos).
Segunda campaña 2022
#LaSalvemos 2.0: LA DAMA EN VERDE. Iglesia San Lorenzo, FUENTEODRA (Burgos).
Micromecenazgo que se celebra entre el día 4 de julio al 4 de septiembre del año 2022, para hacer frente a los 38.571,43 € necesarios para la justificación de la subvención del “Convenio de Las Goteras” de la Diputación de Burgos y el Arzobispado de Burgos.

## Datos generales
Según el INE de 2024, contaba con 15 habitantes. Está situado a 3 km al oeste de la capital del municipio, Humada, en la carretera local que conduce a Rebolledo de la Torre, atravesando Rebolledo de Traspeña. Altitud de 968 m sobre el nivel del mar.
/ Wikimapia/Coordenadas: 42.º67´89´´N 4°10′91´´ W

## Apellido
El apellido Fuenteodra tiene su origen en la localidad. Por lo tanto se trata de apellido de toponimia menor. Cuando se habla de topónimos menores, se hace referencia a espacios rurales, aldeas o pueblos.

## Situación administrativa
Entidad Local Menor, cuyo alcalde pedáneo es José Luis Corralejo Miguel del Partido Popular.
- Mancomunidad de Peña-Amaya

Fines: Recogida, transporte, vertido y tratamiento, en su caso, de residuos sólidos urbanos.
Coto
- Coto de caza menor: Número BU-10963. Constituido el 17/09/2001. Superficie: 743,30 ha.[7]

Equipamientos de salud
- Atención Primaria: Consultorio Local
- Zona básica de salud: Villadiego
- Área de salud: Burgos

Figuras de calidad
Marcas genéricas de calidad (para la práctica totalidad del ámbito geográfico de la comunidad autónoma) que amparan:
- Lechazo de la Meseta Castellano Leonesa
- Queso castellano
- Setas de Castilla y León
- Artesanía alimentaria

## Red Natura 2000
Declaración de Zonas Especiales de Conservación (ZEC) y de Zonas de Especial Protección para las Aves (ZEPA)
- ZEC-ES4120093 - Humada - Peña Amaya

Extenso territorio con una situación intermedia entre la Cordillera Cantábrica y la Meseta Norte, limitando al oeste con la provincia de Palencia. El espacio se caracteriza por su relieve relativamente homogéneo (900-1300 metros de altitud) y la abundancia de roquedos y cantiles calizos. En las laderas y zonas altas aparecen robledales y encinares, con pastizales esteparios y parameras aisladas. Pinares de repoblación y matorrales en las zonas más alteradas. En las zonas bajas y en los valles existen cultivos y huertas. Algunos de los ríos que nacen en la zona (Odra, Brulles y Úrbel principalmente) y sus afluentes forman barrancos, en ocasiones bastante profundos.

- ZEPA-ES0000192 - Humada - Peña Amaya

Destaca la importante población reproductora de Buitre Leonado (Gyps fulvus) (175 parejas), con importancia a nivel nacional (1% de la población total española) e internacional. 
De menor interés, cabe mencionar Alimoche (Neophron percnopterus), con 7-10 parejas nidificantes, Águila Real (Aquila chrysaetos), con 6 parejas nidificantes en el año 1999, Águila Perdicera (Hieraaetus fasciatus), con 1 pareja nidificante en el año 1999 y Halcón Peregrino (Falco peregrinus), con 6-7 parejas nidificantes.

- Localidades de referencia: Humada, Basconcillos del Tozo, Rebolledo de la Torre y Úrbel del Castillo

## Historia
A mediados del siglo XIV en el Becerro de Behetrías se nombra lo siguiente acerca de 
Fuent odra

Fuent odra. este logar es del maestre de calatraua.
 
Derechos del rey non nada.
Derechos del señor.
Dan al señor cuyos vassallos son en infurcion cada año media fanega de zeuada.
Dan de martiniega cada año los del dicho logar xxx. mrs. Et estos mrs. que los lieua el maestre.

Lugar denominado Fuente Odra en la Jurisdicción de Villadiego, en el Partido de Villadiego, uno de los catorce que formaban la Intendencia de Burgos, durante el periodo comprendido entre 1785 y 1833. En el Censo de Floridablanca de 1787 era jurisdicción de señorío, siendo su titular el duque de Frías, que nombraba alcalde pedáneo.
Antiguo municipio de Castilla la Vieja en el partido de Villadiego.
En el censo de 1829 contaba con «una pila y treinta vecinos».
En el censo de la matrícula catastral contaba con 12 hogares y 46 vecinos.

FUENTE ODRA: l. con ayunt. en la prov., dióc., aud. terr. y c. g de Burgos (9 leg.), part jud. de Villadiego (3 1/2). SIT. al pie de la peña de Amaya y cerca del nacimiento del r. Odra; está resguardado de los vientos del SO.; el CLIMA es sano, y las enfermedades más comunes las estacionales. Tiene 18 CASAS, igl. parr. bajo la advocación de San Lorenzo, servida por un cura párroco; cementerio en paraje ventilado; y buenas aguas para el consumo de los hab. y abrevadero de los ganados. Confina el TÉRM. N. r. Odra; E. Humada; S. Villamartín, y O. Rebolledo de Traspeña. El TERRENO es de mediana calidad, fertilizándolo las aguas del citado río Odra, que va a morir al Pisuerga: los CAMINOS son de pueblo a pueblo en regular estado, PROD. trigo morcajo, cebada, avena y legumbres; algún ganado lanar y vacuno, y caza de liebres, conejos y perdices, IND.: la agrícola. POBL.: 12 vec. 46 alm. CAP- PROD.: 212,000 rs. IMP.: 20,847. CONTR.: 2,076 rs. 12 mrs. 
Diccionario geográfico-estadístico de España y sus posesiones de Ultramar, Pascual Madoz. Madrid, 1845

Entre el censo de 1857 y el anterior, este municipio desaparece porque se integra en el municipio de Humada, entonces denominado Los Ordejones.

## Parroquia
Iglesia de San Lorenzo Mártir, del siglo XVI.
- Archidiócesis de Burgos
- Arciprestazgo de Amaya.
- Párroco: D. José Luis Cabria Ortega

Archivo Parroquial
- Bautismos 1600.
- Confirmados no.

- Matrimonios 1600.
- Defunciones 1600.
- Fábrica 1705.

 El estilo gótico predomina en su iglesia, dedicada a San Lorenzo, mártir. Es de una nave con bóvedas y nervaturas de piedra. Su ábside es poligonal con contrafuertes. Tiene una portada renacentista tapiada con arco rebajado, con columnas y hornacina con santo. Y otra, la actual, tiene arco de medio punto moldurado. La torre es cuadrada, almenada, con óculo a medio hastial sobre la puerta tapiada, con cuatro huecos, dos campanas y dos campanillos. Tiene una pila románica, pero rota. Y el retablo mayor es rococó, con un San Lorenzo sentado y un sagrario del siglo XVI. Hay otro retablo clasicista con buenos relieves y pinturas. La iglesia es de buena factura arquitectónica. 
 Emiliano Nebreda Perdiguero

Estado de conservación

  El estado de la iglesia actualmente es de semirruina, tras más de 15 años de abandono. Existen al menos dos importantes grietas en el ábside que van desde el tejado al suelo, lo mismo ocurre en la torre. El tejado está prácticamente hundido, las vigas apoyan directamente en las bóvedas trasladando su peso y empuje a los muros y en su interior hay desprendimientos de  los nervios de las bóvedas y grandes superficies verdes de humedad con vegetación.
Iglesia de San Lorenzo Mártir

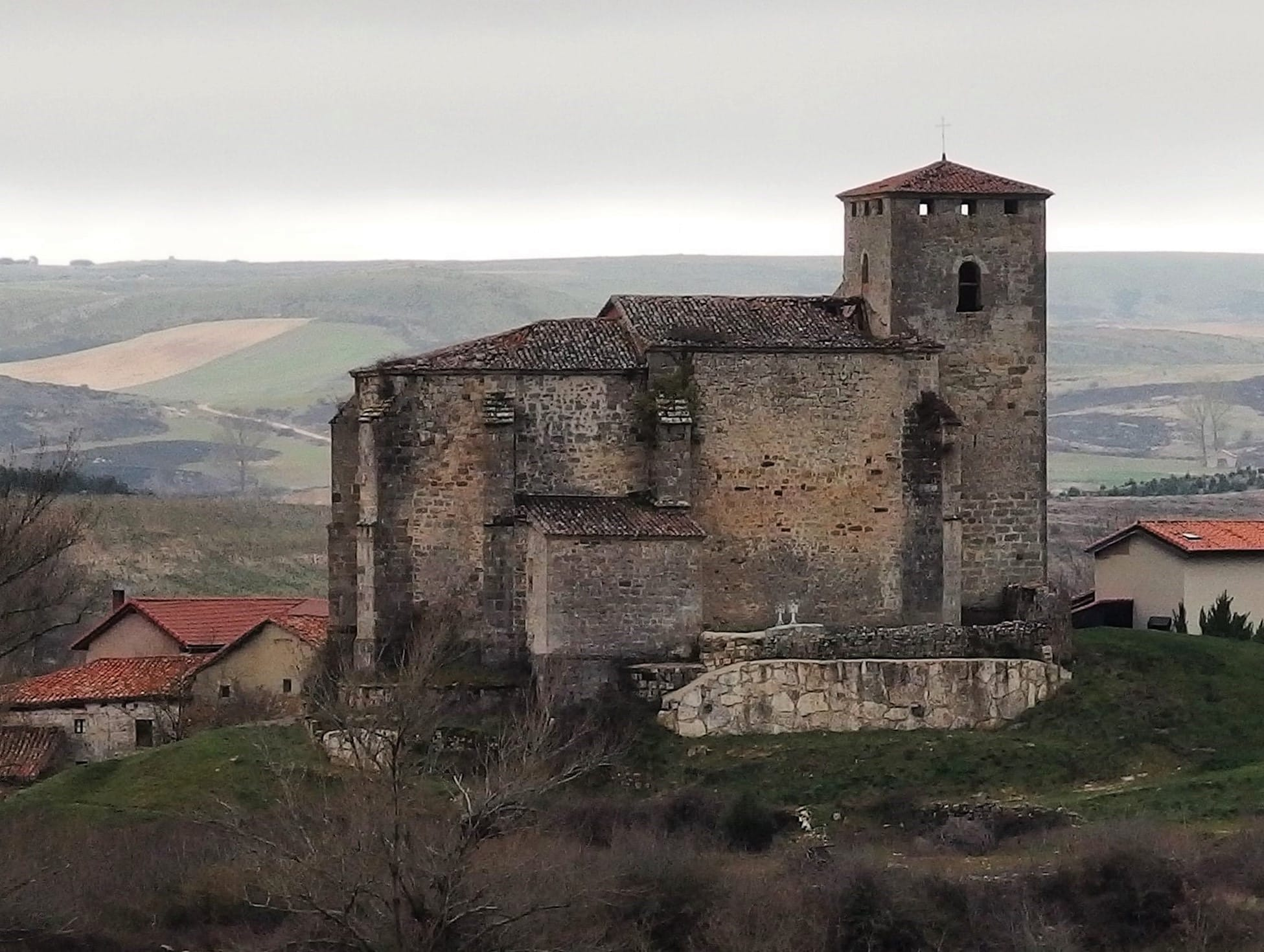
San Lorenzo: Gótico Flamígero

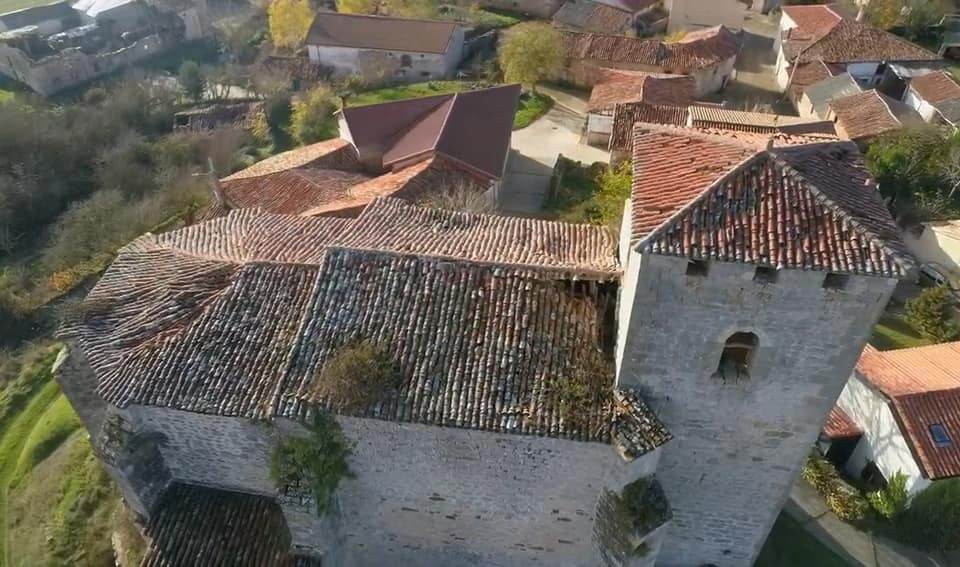
Cubierta: Vista Aérea

Un donante anónimo que ha aportado los 10.000 euros que restaban para sufragar todo el arreglo de la cubierta del templo. Con la generosa aportación anónima de 10.000 euros se alcanzaban los 38.571 necesarios para sostener la bóveda de crucería del siglo XV, cuyo colapso se ha querido evitar con un auténtico bosque de andamios.
Cerca de 270 donantes han puesto el resto del dinero, que supone el 30 por ciento del arreglo de todo el tejado. Ese porcentaje era el requisito indispensable para que la Diputación de Burgos aportara el 70 por ciento restante a través del denominado Convenio de las Goteras.
|             |
| Altar Mayor |

|                   |
| Bóveda estrellada |

|                    |
| Baptisterio y Coro |

|                                         |
| Nueva cubierta en torre campanario 2021 |

|                                         |
| Campanas y campanillos restaurados 2021 |

Iglesias hermanadas

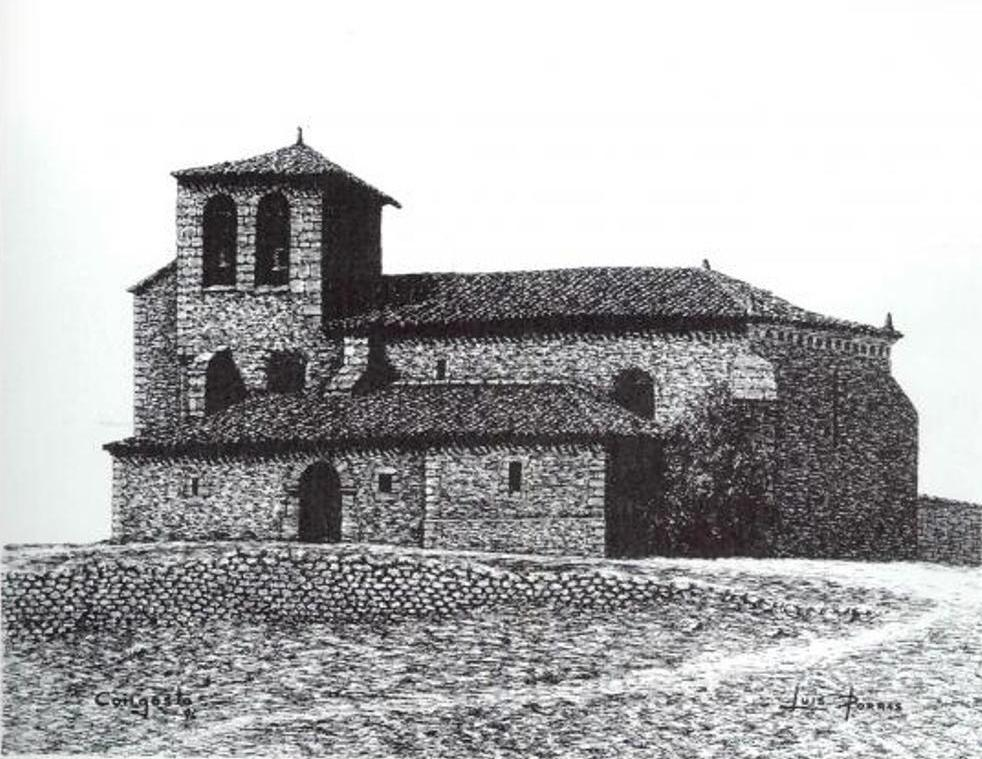
Congosto: iglesia de San Pedro Apóstol

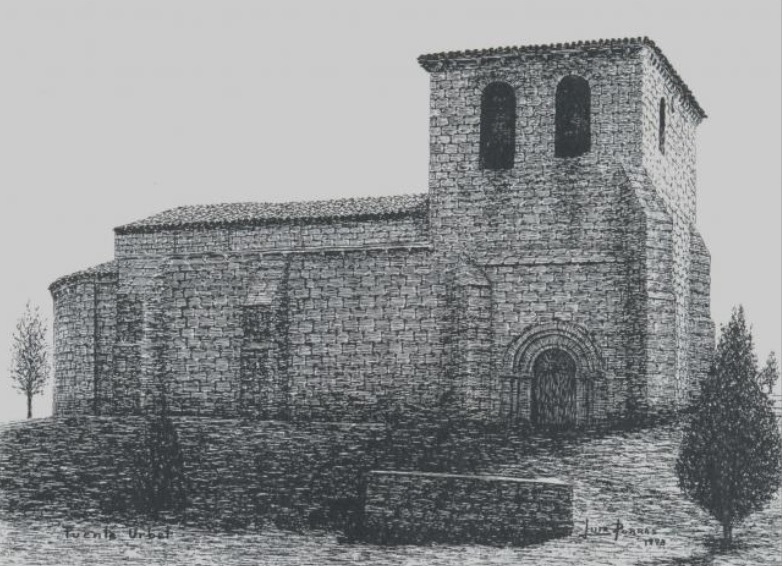
Fuente Úrbel: iglesia de Santa María la Mayor

San Lorenzo Mártir mantiene una relación de hermanamiento con las siguientes iglesias:
- Santa María la Mayor de Fuente Úrbel

- San Pedro Apóstol de Congosto (Humada)

## Cultura
En la década de los noventa, el lingüista Iván Ortega Santos realizó una recopilación y estudio de las tradiciones orales en el Valle de Humada; pertenecen a la tradición oral del valle las Marzas, Sacramentos, Mandamientos y Canciones de Reyes, con cantares de ciegos, calvarios y cantares de bodas.

## Parajes
Calidad e importancia
Las diferentes Loras del espacio (Peña Amaya, sierra de Albacastro, Peña Ulaña, etc.) representan un extenso y complejo sistema kárstico que alberga multitud de enclaves de elevado interés geomorfológico, lo que se traduce en la presencia de numerosos hábitats azonales singulares y zonas de elevado valor ambiental. 
- Pozo del Corral
- Pozo de los Aceites
- Fuente Manapites
- Cascada Yeguamea
- Pozo de la Olla

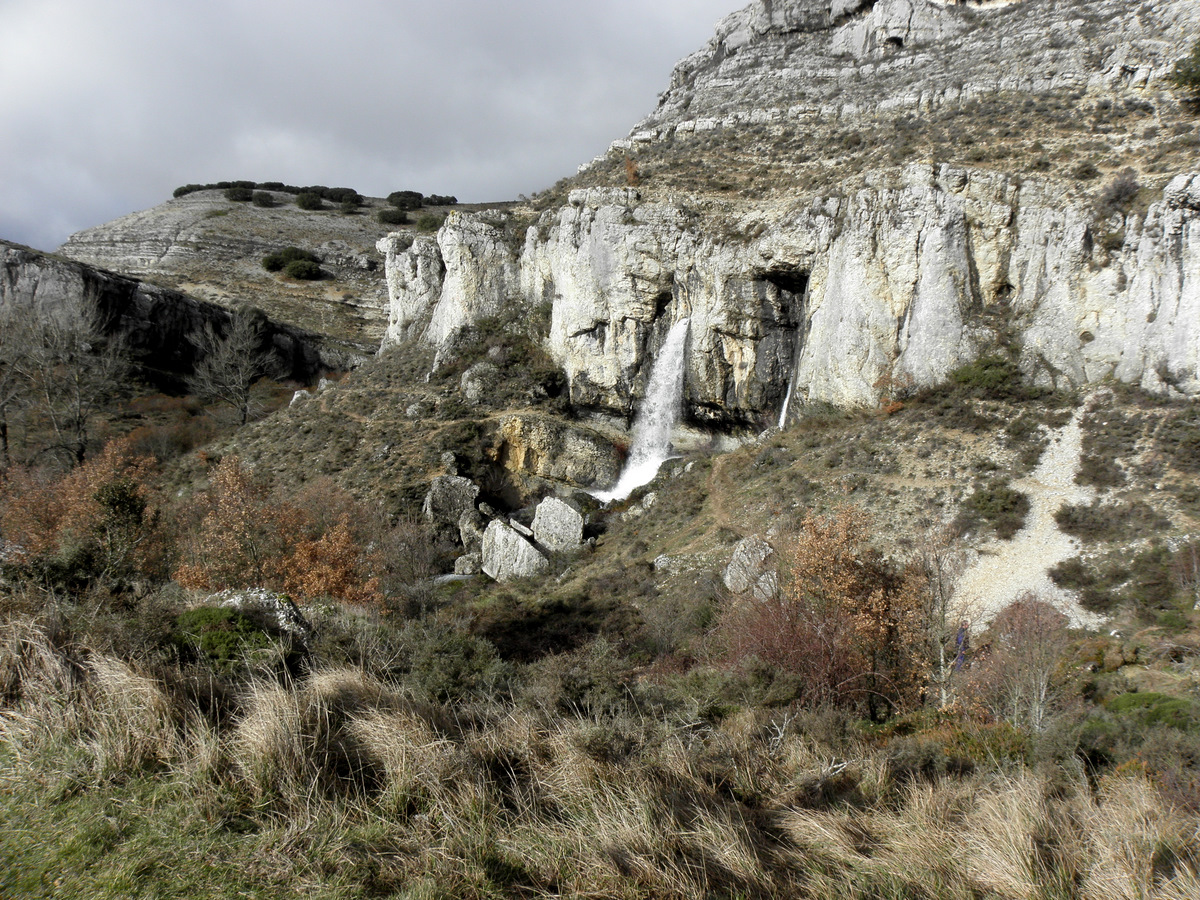
Cascada de Yeguamea

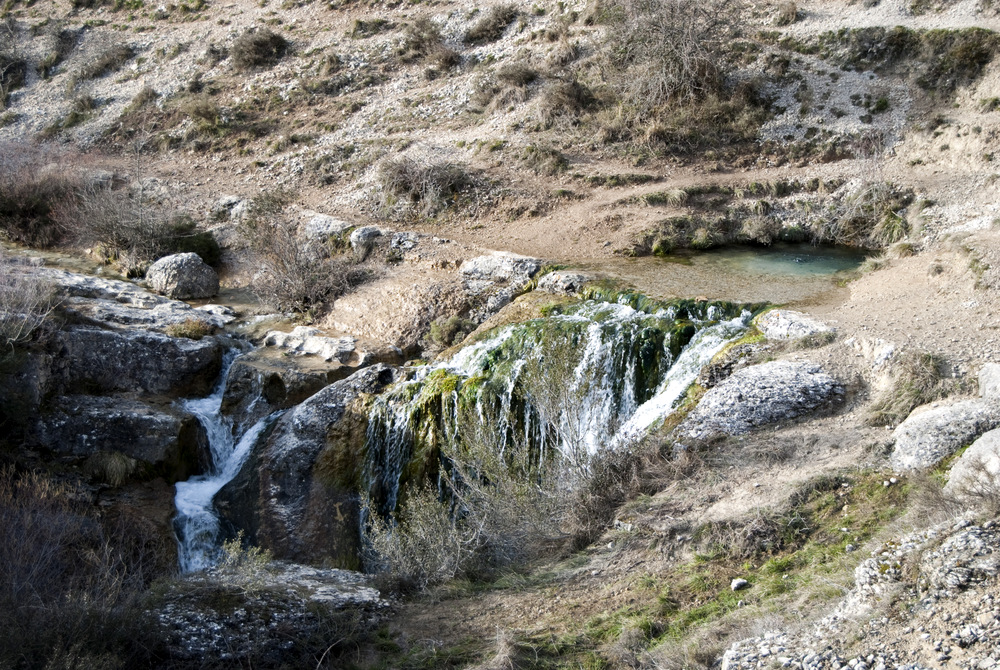
Fuente Manapites. Fuenteodra. España.

Parte de las fuentes del río Odra están en su término.

## Véase también

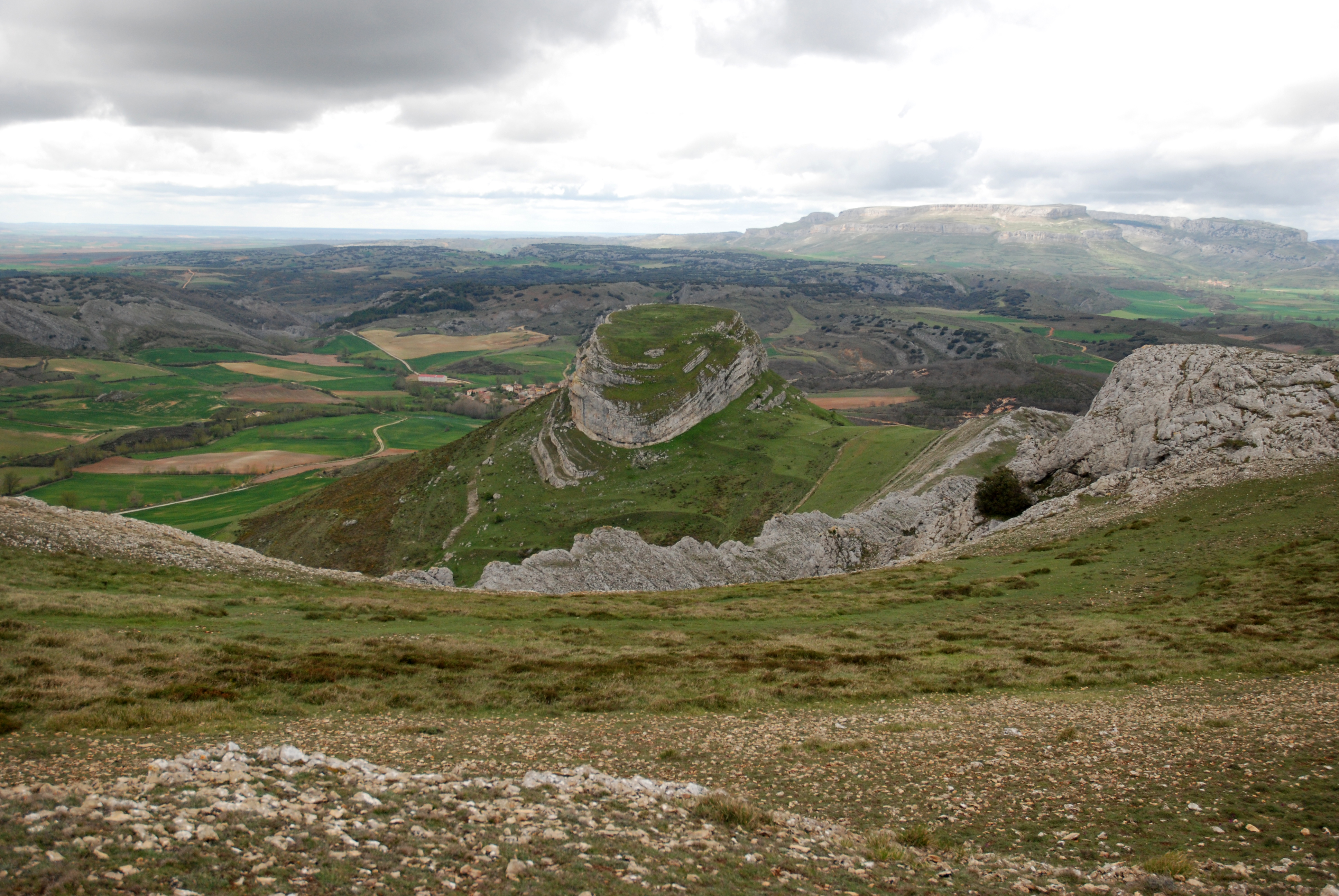
Peña Castillo

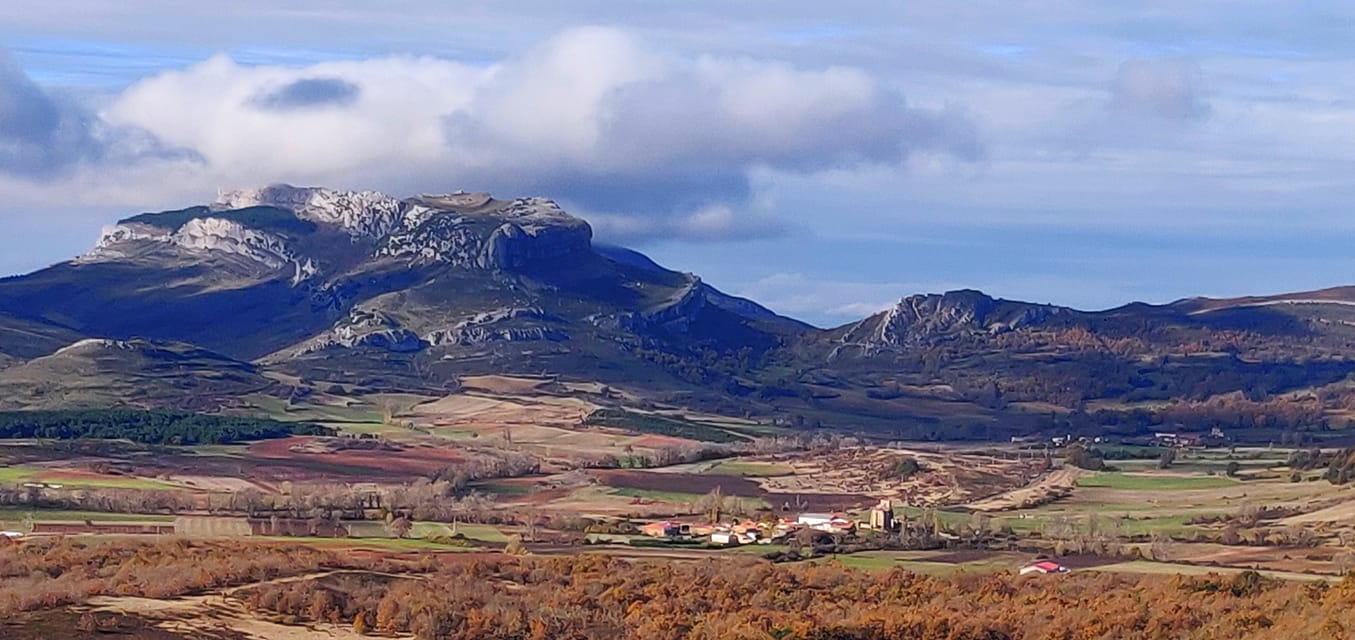
Panorámica de Peña Amaya